# Lucien Vanner
Lucien Vanner (né le 30 septembre 1901 et mort à Bir-Hakeim le 11 juin 1942), est un militaire français, compagnon de la Libération.

## Biographie
Ancien Légionnaire, il est affecté au 1er bataillon d'infanterie de marine lors de la création de celui-ci en juillet 1940. Au sein de cette unité, il combat en Libye lors de la guerre du désert dès septembre 1940. Ses actions lui valent de recevoir la Croix de la Libération des mains du général de Gaulle le 26 mai 1941 à Qastina, en Palestine.
Promu caporal-chef, il participe à la bataille de Bir-Hakeim et est porté disparu au cours de celle-ci le 11 juin 1942.

## Décoration
- Compagnon de la Libération par décret du 7 mars 1941[1]